# Rauhnacht (Drama)
Rauhnacht ist ein Drama des österreichischen Schriftstellers und Dichters Richard Billinger (1890–1965) aus dem Jahre 1931. Es wurde am 10. Oktober 1931 in den Münchner Kammerspielen uraufgeführt. Es ist für acht Damen- und neun Herrenrollen plus Nebendarsteller verfasst.

## Handlung
Ort des Geschehens ist ein kleines Dorf in Billingers oberösterreichischer Heimat. Im Dorf haben sich Reste heidnischen Brauchtums durch das gesamte Mittelalter hindurch bewahrt und existieren neben den vorherrschenden christlichen Bräuchen. So werden hier die Rauhnächte besonders begangen, eine Zeit, in der die wilden, geheimen Triebe zum Ausbruch kommen dürfen. 
In dieses Dorf kehrt der dort geborene und aufgewachsene Simon Kreuzhalter zurück, der als ehemaliger Bauer noch vor seiner geplanten Priesterweihe als Missionar nach Afrika gegangen war. Er hat sich in dieser Zeit verändert, die orgiastischen Feste der Eingeborenen kennengelernt und mitgemacht und angefangen, deren heidnische Bräuche für sich zu entdecken und zu verstehen. So kann er sich nach seiner Heimkehr nicht mehr wirklich dem Dorf und seinen Menschen zugehörig fühlen und wird aufgrund seiner grüblerischen Art für einen Sonderling gehalten und ausgegrenzt. 
Die Tochter der Dorfkrämerin, Kreszenz, die auch zuvor schon eine Weile in der Stadt gearbeitet hat, ist besonders wild und heißblütig und lässt sich von Simons Erzählungen von den Wilden in Afrika besonders faszinieren. In der Rauhnacht lässt sie sich darauf ein, ihn in seine Schlafkammer zu begleiten. Während draußen die Menschen in Maskenzügen zu dumpfen rhythmischen Trommelschlägen durch die Gassen ziehen, steigern sich Simon und Kreszenz in einen wilden Rausch, in dessen Verlauf er sie ersticht. 
Simon setzt daraufhin sein Haus in Brand, und die ekstatisch feiernden Dorfbewohner begrüßen dies zunächst als „Fanal entfesselter Triebe“. Als die Bauern jedoch herausfinden, dass das Feuer nur dazu dienen sollte, einen Mord zu vertuschen, greifen sie Simon an, verfolgen ihn und jagen ihn, bis er schließlich in den Fluss stürzt und im eisigen Wasser ertrinkt.

## Hintergrund
Billinger war der Sohn eines Bauern und gleichzeitig Jesuitenzögling. Daher war er sehr vertraut mit den Geheimnissen alter heidnischer Gebräuche und gleichzeitig mit christlichen Werten. Viele seiner Werke zeichnen sich durch die Thematisierung der im Wandel befindlichen bäuerlichen Welt seiner Heimat aus. Billinger stellt dabei eine mystisch-dämonische Weltsicht christlichem Gedankengut entgegen.

## Uraufführung
Bei der Uraufführung 1931 in den Münchner Kammerspielen führte Otto Falckenberg Regie, das Bühnenbild wurde von Alfred Kubin entworfen.

## Auszeichnung
1932 erhielt Billinger für Rauhnacht den Kleist-Preis, den er sich in diesem Jahr allerdings mit Else Lasker-Schüler teilen musste.

## Verfilmung
In den 1980er Jahren wurde das Drama verfilmt.